# سازمان بین‌المللی فیزیک پزشکی
International Organization for Medical Physics (IOMP) is the world's premier professional organization for فیزیک پزشکی with nearly 20,000 members in 80 countries.
سازمان بین‌المللی فیزیک پزشکی (به انگلیسی: International Organization for Medical Physics) بزرگترین سازمان علمی فیزیک پزشکی در جهان می‌باشد.
این انجمن در سال ۱۹۵۰ تأسیس شد و امروزه بیش از ۱۶۰۰۰ عضو دارد.